# Британская экспедиция на Джомолунгму (1975)
Брита́нская экспеди́ция на Джомолу́нгму 1975 го́да (англ. 1975 British Mount Everest expedition) — двадцать пятая британская альпинистская экспедиция на Джомолунгму и двенадцатая (после экспедиции 1953 года) — с целью восхождения на вершину этой горы. Проводилась под руководством Криса Боннингтона.
24 сентября 1975 года впервые в истории альпинизма британская экспедиция прошла маршрут по Юго-западной стене Эвереста. Эта экспедиция стала продолжением, второй попыткой британцев покорить неприступную Юго-Западную стену (В 1972 альпинистам пришлось отступить из-за ветров и сильных морозов). Более того, еще до 1972 года эту стену пытались покорить 4 другие экспедиции, но им это также не удалось.
Спустя 3 года, в 1975, восходители при поддержке 33 шерпов, снова вернулись под Юго-Западную стену, и на этот раз добились успеха.

## Путь к Джомолунгме
Трое альпинистов и один шерпа достигли вершины Эвереста. Они поднялись по снежно-ледовому кулуару в центре стены, возвышающуюся более чем на 2000 метров, откуда проложили новый маршрут на Южную вершину, и затем по гребню вышли на главную вершину Эвереста.
Успеху способствовали хорошая погода и отличная организация, в результате чего достаточно быстро была установлена цепочка промежуточных лагерей до «лагеря 4» и выше в Центральном кулуаре на высоте 7.800 м «лагерь 5».
В отличие от предыдущих попыток, скальный участок был обойден по кулуару слева.
Это удалось сделать Полю Брейсвейту и Нику Эскоту, при этом на высоте 8200 м на сложном участке у них закончился кислород.
Через несколько дней Скотт и Хэстон установили «лагерь 6» на высоте 8300 м. На следующий день они провесили 450 м перил через снежное поле, и вышли к кулуару, ведущему на Южную вершину.
Из «лагеря 6» 24 сентября Даг Скотт и Дугал Хэстон совершили длинный траверс вправо, и вышли на Южную вершину к 3 часам дня после 11-ти часового подъема. Там они вырыли снежную пещеру, попили и только после этого продолжили восхождение, достигнув вершины Эвереста к 6 часам вечера заночевали в подготовленной снежной пещере на высоте 8750 м. Это была самая высокая ночевка в истории альпинизма, до тех пор, пока Бабу Чири не пришлось заночевать на самой вершине Эвереста в 1999 году. Несмотря на то, что у них закончился кислород, Скотт и Хэстон благополучно перенесли ночевку на большой высоте и утром спустились в «лагерь 6».

## Потеря
Руководитель экспедиции, Крис Боннингтон, отметил, что «Эта экспедиция была моим детищем. Этот маршрут был моим видением и моей концепцией. Затем я собрал в команду сильнейших альпинистов и в итоге нам удалось пройти эту задачу.»
Команда в экспедицию на Эверест собиралась на основе британской экспедиции 1970 года к Южной стене Аннапурны и экспедиции 1972 года к Юго-Западной стене Эвереста.
В нее вошли лучшие британские альпинисты: Даг Скотт, Пол Брейсвейт, Ник Эскот, Дугал Хэстон, Мик Берк, Питер Бордман.
«Моей основной целью был успех всей экспедиции, а не только успешное восхождение на вершину, все должно было пройти гармонично» — сказал Крис Боннингтон, «И с этой точки зрения наша экспедиция была великолепной. Только лишь омрачило ее гибель Мика Берка…»
Через два дня, 26 сентября Питер Бордмен и шерпа Пертемба повторили их путь на вершину Эвереста, за ними следовал Мик Берк.
Берка последний раз видели на подходе к Главной вершине, всего лишь за несколько сотен метров до нее. Бордмен и Пертемба прождали его возвращения сколько смогли — он пропал, вероятно, сорвавшись вместе со снежным карнизом в разыгравшемся шторме.

## Настоящее
Впоследствии, за минувшие 40 лет, по британскому маршруту на вершину Эвереста поднялись лишь 10 человек. На сегодняшний день на этом маршруте погибли 4 человека.